# Xã Harrison, Quận Knox, Ohio
Xã Harrison (tiếng Anh: Harrison Township) là một xã thuộc quận Knox, tiểu bang Ohio, Hoa Kỳ. Năm 2010, dân số của xã này là 806 người.